# Pack-hágó
A Pack-hágó vagy Pack Sattel, Packsattel (röviden: Pack) a karintiai Lavant-völgy és Nyugat-Stájerország közötti közuti hágó, hágóút, illetve az A2-es autópálya azonos nevű szakasza. A hágó a Pack-Alpokban (Packalpe) található, 1179 m tengerszint feletti magasságban. Közigazgatásilag Hirschegg-Pack önkormányzat területén helyezkedik el. Az autópálya a régi hágóút (jelenlegi B70) alatt kétcsöves közúti alagútban halad át. Az ősi út - illetve az autópálya és Pack település - közti közúti kapcsolatot a 231. sz. (Packsattel nevű) autópálya-csomópont biztosítja.

## Általános kép
A Pack-hágó Ausztria egyik ősi postaútjának hegyi magaspontja, amelyen át már 1594-ben is fontos postaforgalom bonyolódott: Klagenfurtból Völkermarkt és Pack, Köflach településeken át Graz irányában, amelyből a Völkermarkt és Köflach közti regi (ma:B70 útszakasz a legdurvább földrajzi nehézségekkel rendelkezik.
Tulajdonképpen az északnyugaton levő Hirschenegger Alpe nyúlványát képező Ober-Rohrbach és délre fekvő Koralpe északi nyúlványát képező Unter Rohrbach hegyek közti Packwinkel elnevezésű nyeregbe vágódó kb. 20 kilométeres kanyargós-emelkedős északkeleti hágóút. Tulajdonképpen ennek a szakasznak a kiváltására épült a Graz-Klagenfurt közt kiépített autópálya itteni fontos kiváltási szakasza (ma a hágó-településhez az autópálya-alagút délnyugati kijáratánál saját autópálya-kijárat (Packsattel 231. sz.) van, amely a korábbi főút (ma B.70. sz. országos főút) csatlakozása is.
A korábbi postaút nehéz domborzati körülményeit az autópálya egy eltérő vonalon kiépült szakaszon (Pack_Sattel - Modriach) három autópálya-alagúttal és sziklába vájt műtárgyakkal biztosított útszakaszokkal győzi le. Az autópálya alagútja (Packsatteltunnel, vagy Kalcherkogel-Tunnel) a korábbi hágótelepülés területére eső Kalcher Kogel (1244 m. tszf.) magaspont alatt keresztezi a korábbi (ma is B70 számú) ősi útvonalat.

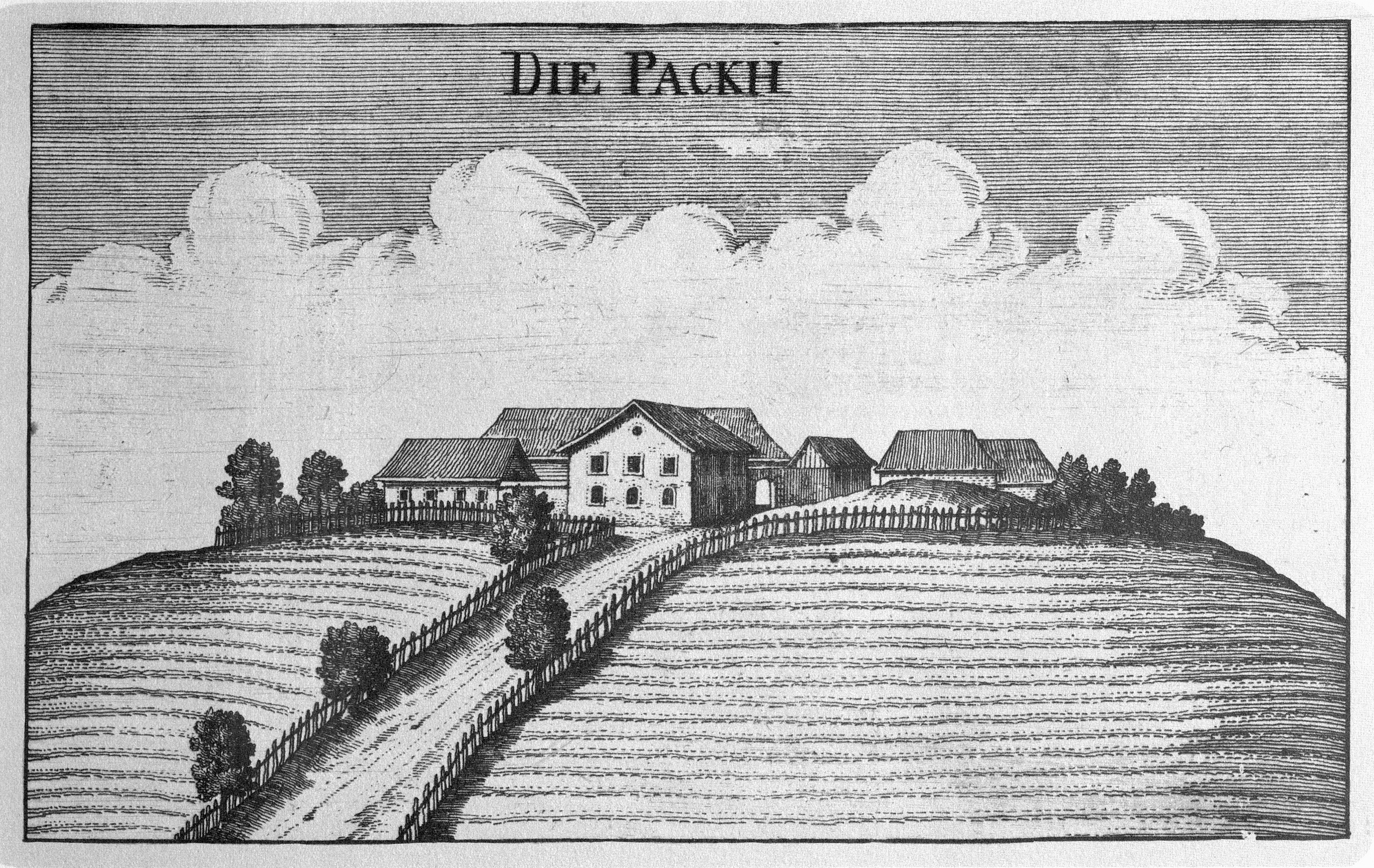
Archiv kép a településről

## Településtörténet
A régi térképeken a Packsattel név helyett a Négy Kapu (Vier Tore) elnevezés szerepel. Az elnevezés attól a körülménytől kapta nevét, hogy az itteni hegynyergen összetalálkozó négy utat (Wege) – mint egy kapu – kapcsolta össze (ezeknek az utaknak a területei a környező vidéken azonban az idők során már eltűntek). Régészek napjainkig a hágó-település területén vámhely (Mautstelle) nyomaira nem leltek.

## Közlekedés
Az A2. sz. autópálya (Südautobahn) Pack-Sattel területén a kétcsöves, 1993 méter hosszú alagúton (Kalcherkogel-Tunnel) halad át, amelynek a nyugati kijárata felett található maga a Pack település. A hágó itteni keleti szakaszán a megnövekedett forgalomterhelés igényeinek kielégítésére több bonyolult pályakorrekció és terepbevágás, sziklamegerősítő védmű is készült.
A település belterületét az autópályával a B 70. sz. tartományi út (Bundesstraße) köti össze, illetve ennek az útnak a hegy felőli szakasza a tulajdonképpeni ősi Pack-hágóút.
Az A2-es autópálya és a B70.es utak Ausztria egyik legjelentősebb közúti közlekedési útirányát (Szlovénia, Itália, Svájc), stratégiai útvonalát képezik (Klagenfurt – Graz - Bécs). Ez az útvonal kiemelkedő jelentőségű a Magyarország felől Dél- és Nyugat-Európa felé irányuló közúti kapcsolatok szempontjából is (lásd a magyarországi 8. sz. főközlekedési út létesítésének hajdani indokolásában is).

### A hágó és hágóút(ak)

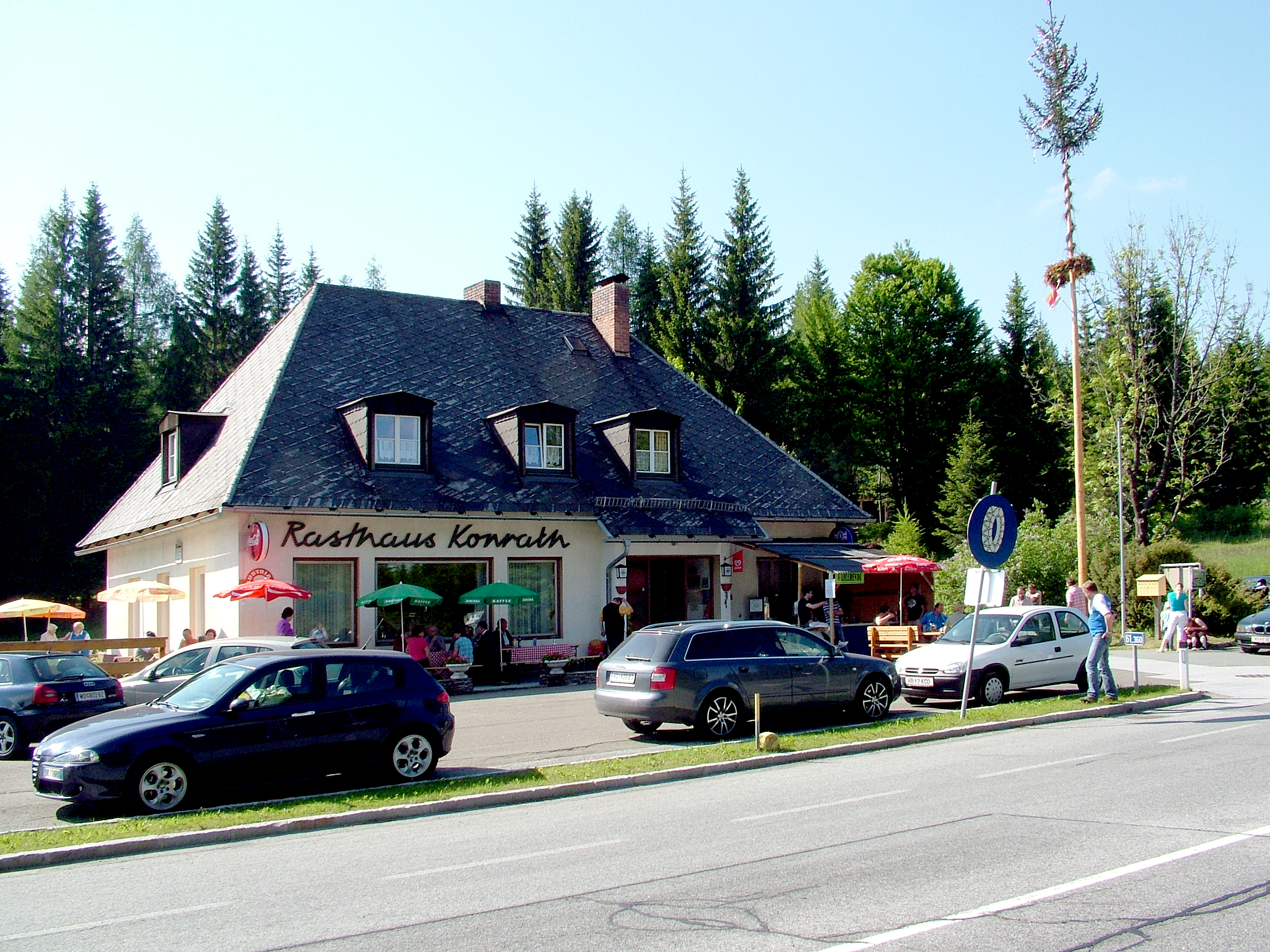
A település ma is forgalmas

- Pack település, az ősi hágó A Pack településen áthaladó,jó minőségű út( B70) a stájerországi Köflach (449 m tszf.) és a Lavant-völgyben fekvő Twimberg (700 m tszf.) karintiai településeken halad át. Köflach felől érkezve a településjelző táblánál található a hágót jelző tábla (1125 m), bal oldalán szép kilátás nyújtó kilátóponttal, a Packer Stausee-re és az A2-es Autobahn építményeire. ( A nevezett útszakaszon két jelentősebb látvány: Köflach: Piber kastély és Bärnbach: Hundertwasser-templom).
- A B70-es, vagyis a régi út: a Packer-Strasse (a tulajdonképpeni hágóút) Grazig tart. A Südautobahn (A2) megépítéséig ez az út látta el a Klagenfurt – Bécs közti közúti főközlekedési út szerepét. Ma jellegzetes, kellemes terep- és panoráma-útvonal jellemzői, valamint a közeli Packer- és Hizmann- duzzasztott tavak közelsége miatt kedvelt kirándulóút. Maga a település üdülőtelepülésként (Erhohlungsort) is nyilvántartott.
- Az A2-es Süd-Autobahn: az autópálya Pack-Sattel területszakasza - télen főleg hófúvások és köd miatt, a nyári hónapokban pedig elsősorban a hétvégek turisztikai utazás-dömpinges időpontjaiban - továbbá a hétvégi vendégmunkások haza/visszautazásai miatt jelentkező rendkívüli erős teherjármű- és személygépkocsi forgalom terhelése miatt - nehézségek, sokszor közlekedési dugók, akadályok (Stau) keletkeznek.(lásd még: A2-es autópálya (Ausztria).

## Térkép- és szerk. közi képgaléria

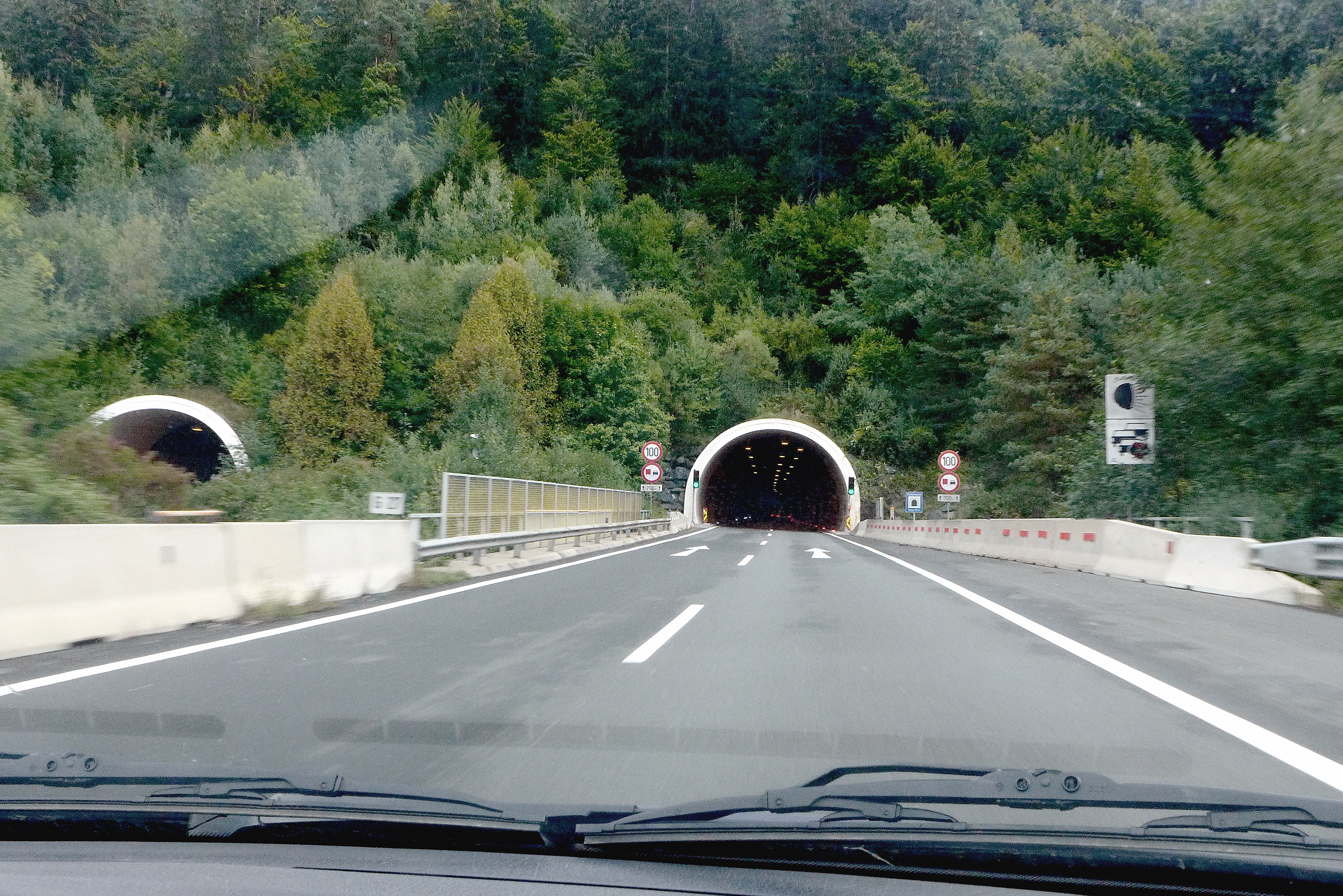
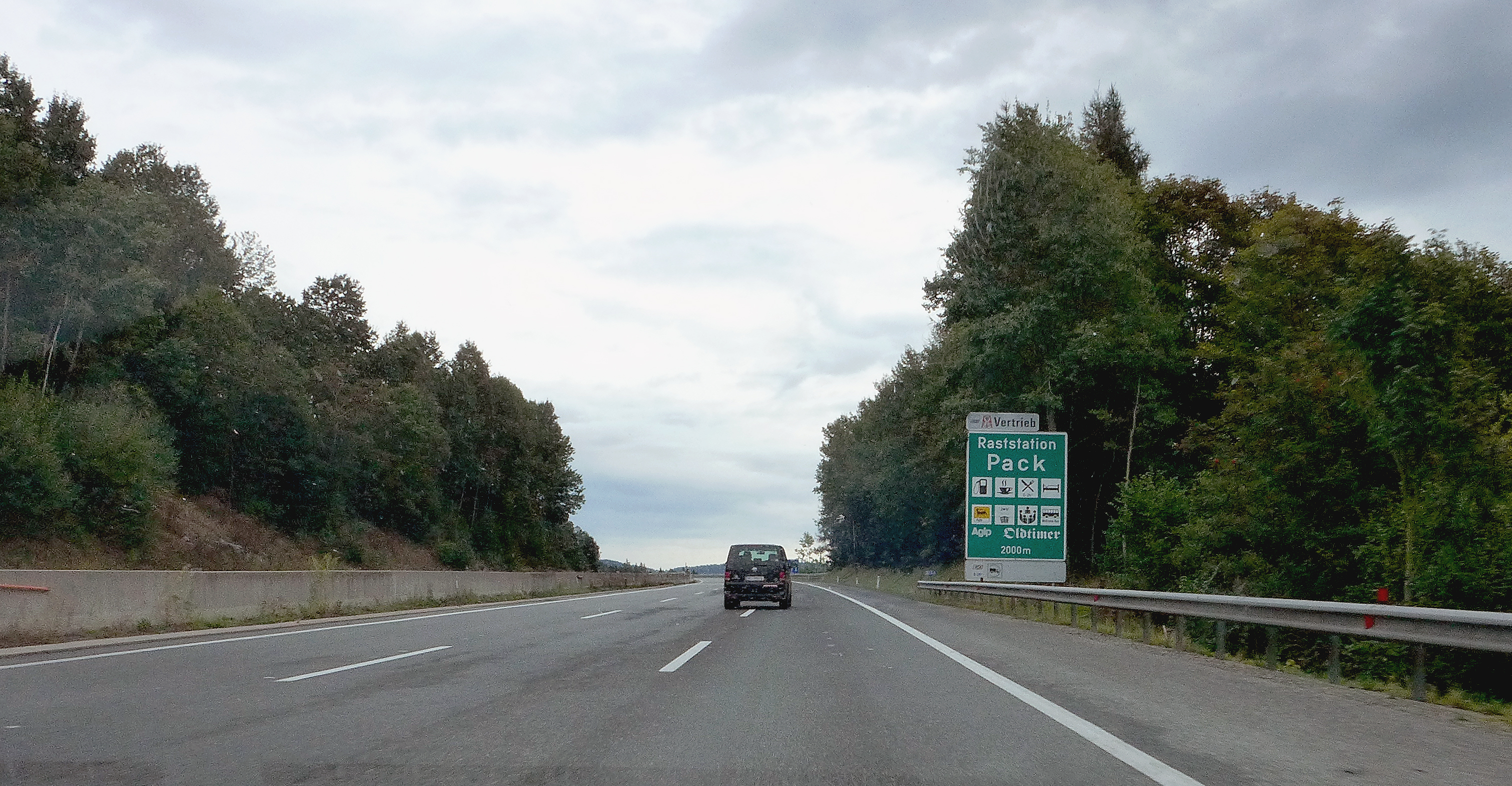
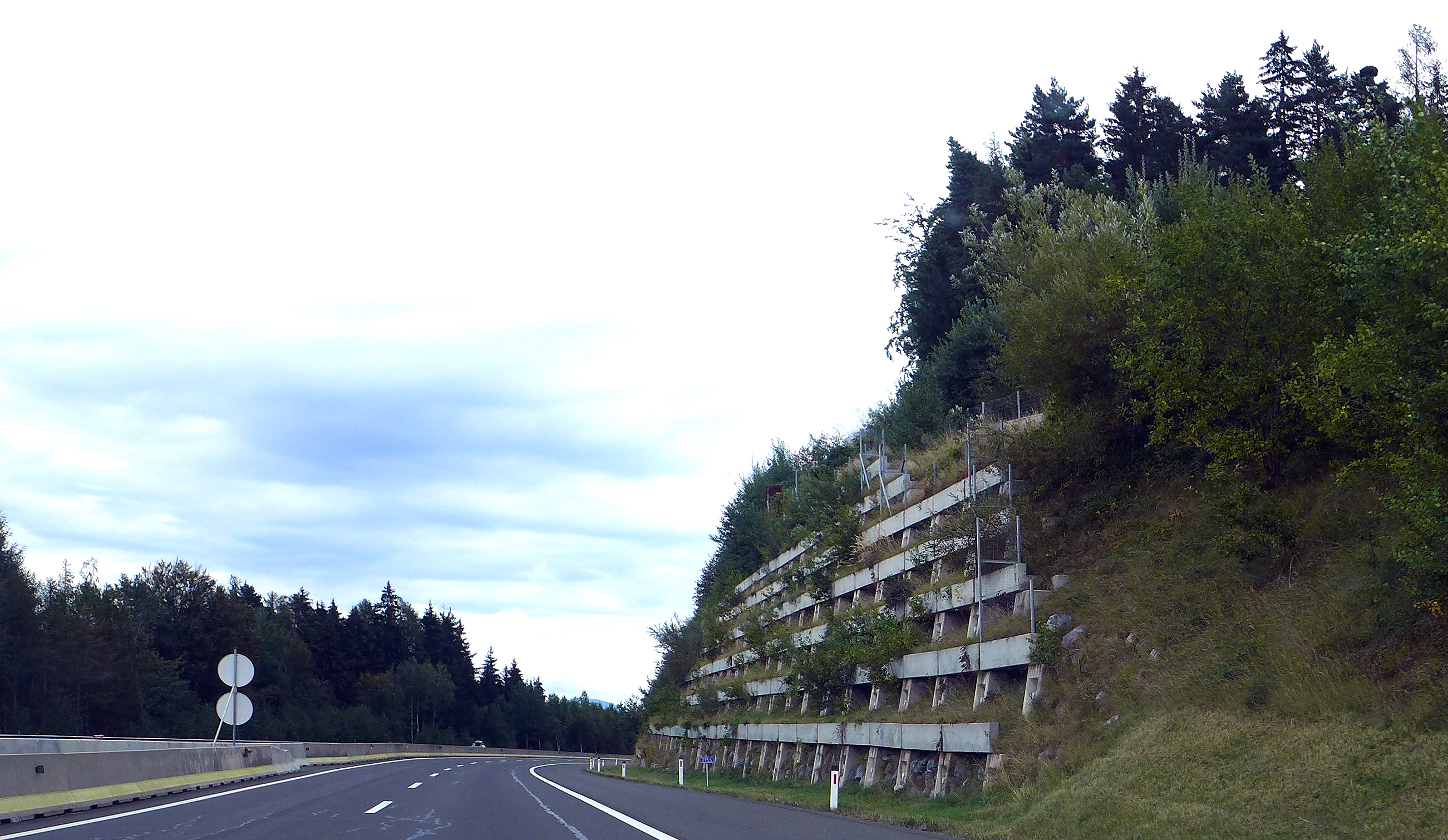
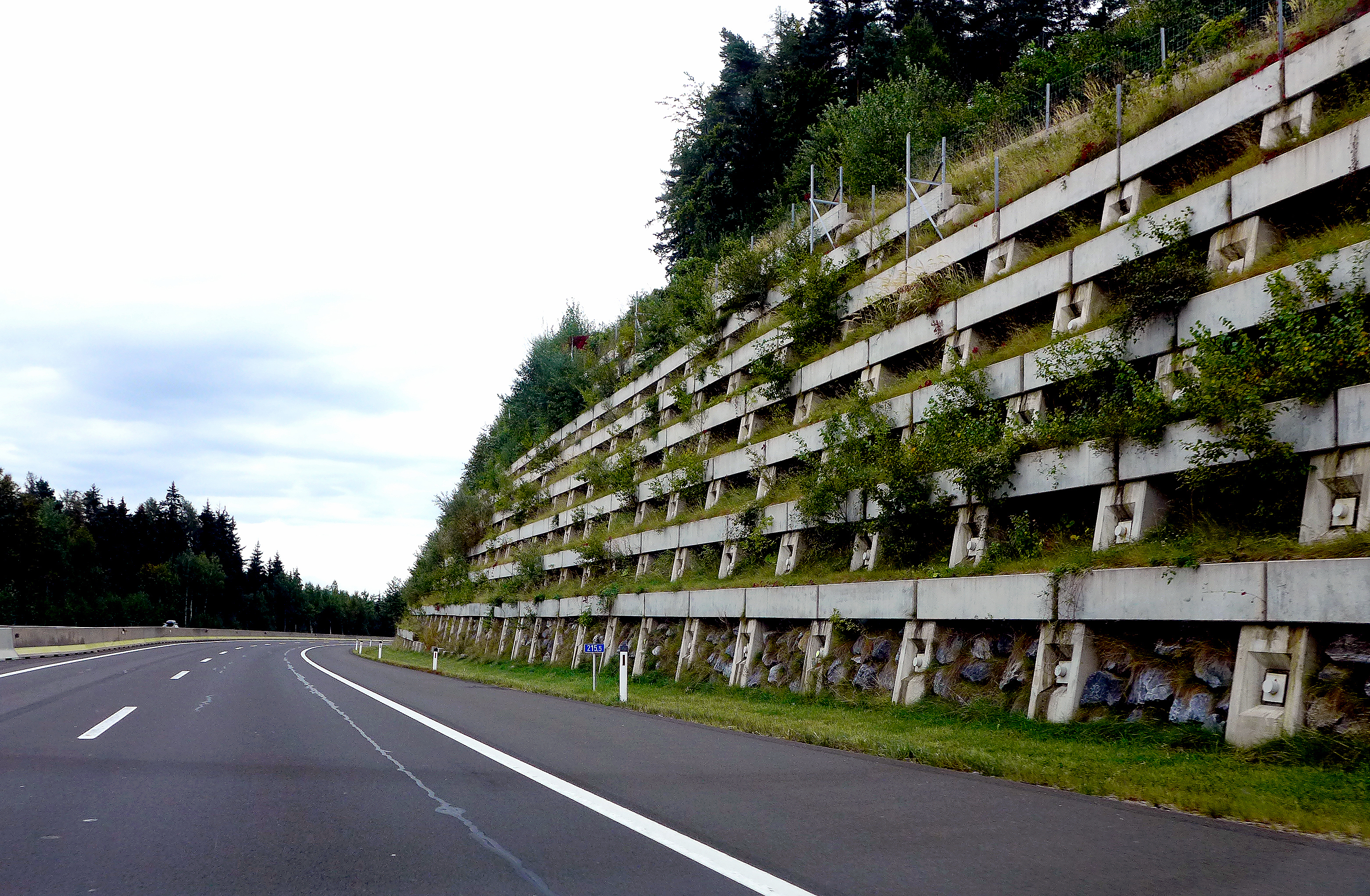
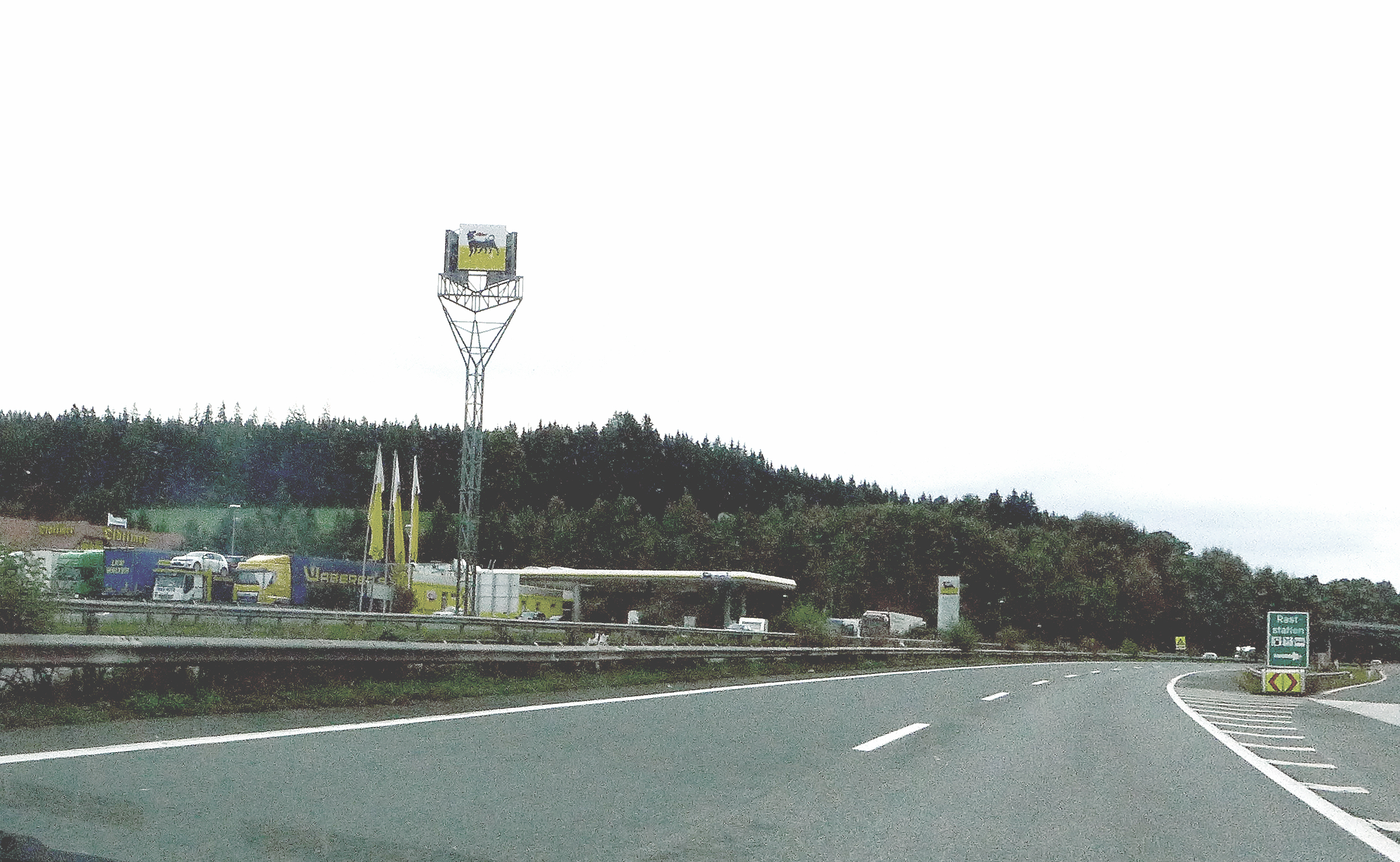
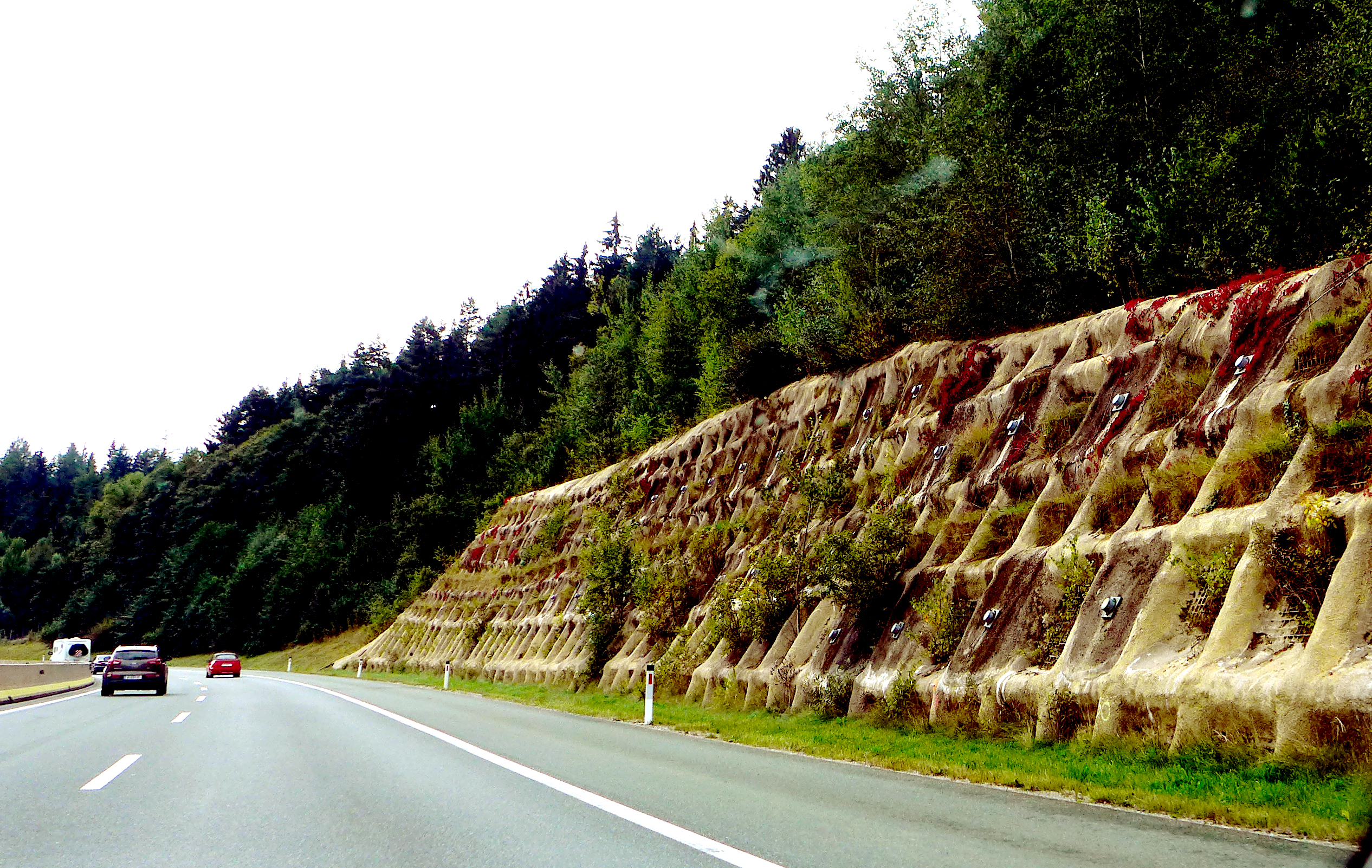

<
>